# 烏真里奧·文拿
烏真里奧·文拿（Eugenio Mena，1988年7月18日—）智利足球運動員，司職左後衛。現時效力阿甲競賽會。他曾代表智利國家足球隊參加2014年世界盃，並贏得2015年美洲盃及2016年百年美洲盃。

## 榮譽
智利大學
- 智利甲組足球聯賽 (3): 2011-春季（英语：2011 Torneo Apertura (Chile)）, 2011-秋季（英语：2011 Torneo Clausura (Chile)）, 2012-春季（英语：2012 Torneo Apertura (Chile)）
- 南美球會盃 (1): 2011
- 智利盃 (1): 2012–13

### 國際賽
智利
- 美洲盃足球賽: 2015, 2016
- 土倫杯國際足球邀請賽: 2009（英语：2009 Toulon Tournament）